# Ђаљоне
Ђаљоне (итал. Giaglione) је насеље у Италији у округу Торино, региону Пијемонт.
Према процени из 2011. у насељу је живело 563 становника. Насеље се налази на надморској висини од 714 м.

## Становништво
| 1936. | 1951. | 1961. | 1971. | 1981. | 1991. | 2001. | 2011. |
| ----- | ----- | ----- | ----- | ----- | ----- | ----- | ----- |
| 950   | 832   | 733   | 714   | 689   | 665   | 692   | 653   |

## Партнерски градови
- Браман